# Live 1981–82
'Live 1981–82' – album zawierający nagrania zarejestrowane w czasie koncertów w początkach lat osiemdziesiątych przez zespół The Birthday Party. Poszczególne utwory nagrano odpowiednio:
- utwory 1-10: w Wielkiej Brytanii, Londyn w The Venue dnia 26 listopada 1981
- utwory 11-16: w Niemczech, Bremen w klubie Aladin dnia 1 lipca 1982
- utwór 17: w Grecji, Ateny w Sporting 17 września 1982.

Wydawnictwo ukazało się 20 kwietnia 1999 nakładem wydawnictwa 4AD.

## Lista utworów
1. Junkyard
2. A Dead Song
3. The Dim Locator
4. Zoo Music Girl
5. Nick The Stripper
6. Blast Off
7. Release The Bats
8. Bully Bones
9. King Ink
10. Pleasure Heads Must Burn
11. Big Jesus Trash Can
12. Dead Joe
13. The Friend Catcher
14. Six Inch Gold Blade
15. Hamlet(Pow!Pow!Pow!)
16. She’s Hit
17. Funhouse